# Schalloh
Schalloh ist eine kleine Ansiedlung im Kreis Soest, im südlichen Kreisgebiet.
Sie liegt an der Kreuzung der Niederbergheimer Straße von Soest nach Südosten heraus bis ins Möhnetal von Allagen-Niederbergheim mit der Trasse der früheren Landeseisenbahn, heute dem sogenannten Kiepenkerl-Weg (Radwanderweg), ca. 2 Kilometer vor der höchsten Erhebung an der Niederbergheimer Straße, der Haarhöhe.
Schalloh war bis in die 1960er Jahre ein Haltepunkt der Westfälischen Landeseisenbahn (WLE) an der Möhnetalbahn von Soest nach Brilon. 
Schalloh besteht heute im Wesentlichen aus einem Reiterhof und gehört heute zum Ortsteil Echtrop.